# Hasan Sidik
Hasan Sidik (ur. 31 lipca 1989) – indonezyjski zapaśnik walczący w stylu klasycznym. Zajął czternaste miejsce na igrzyskach azjatyckich w 2018. Złoty medalista mistrzostw Azji Południowo-Wschodniej w 2022 roku.